# ديتر ليزر
ديتر ليزر (بالألمانية: Dieter Laser)‏ (و. 1942 – م) هو ممثل، وممثل مسرحي، وممثل أفلام من ألمانيا . ولد في كيل.

## روابط خارجية
- ديتر ليزر على موقع IMDb (الإنجليزية)
- ديتر ليزر على موقع روتن توميتوز (الإنجليزية)
- ديتر ليزر على موقع مونزينجر (الألمانية)
- ديتر ليزر على موقع قاعدة بيانات الأفلام العربية
- ديتر ليزر على موقع ألو سيني (الفرنسية)
- ديتر ليزر على موقع ميوزك برينز (الإنجليزية)
- ديتر ليزر على موقع أول موفي (الإنجليزية)
- ديتر ليزر على موقع قاعدة بيانات الأفلام السويدية (السويدية)
- ديتر ليزر على موقع قاعدة بيانات الفيلم (الإنجليزية)
- ديتر ليزر على موقع كينوبويسك (الروسية)